# Jedda (film)
Jedda è un film australiano del 1955 diretto da Charles Chauvel. È noto per essere il primo lungometraggio australiano interpretato da attori aborigeni nel ruolo di protagonisti e per essere il primo film australiano a colori. È stato candidato alla Palma d'oro all'8º Festival di Cannes.

## Trama
Jedda è una ragazza aborigena nata in una cattle station nel Territorio del Nord dell'Australia. Dopo la morte della madre, avvenuta durante il parto, viene consegnata a Sarah McMann, moglie del capo della fattoria. Sarah ha appena perso il suo neonato a causa di una malattia, e decide di tenere la bambina, allevandola come fosse sua figlia, insegnandole maniere europee e separandola dagli altri aborigeni.
Jedda vorrebbe conoscere la sua cultura ma la madre glielo impedisce. Una notte la ragazza fa la conoscenza di Marbuck, un ragazzo aborigeno proveniente dalle foreste, di cui si innamora. Marbuck la rapisce, portandola con sé verso la sua terra, attraversando paludi infestate da coccodrilli.
Dopo aver viaggiato per diversi giorni, arrivano alla tribù di Marbuck, dove il ragazzo presenta Jedda ai capi tribù, ovvero gli anziani del villaggio, i quali contestano questa unione, in quanto la ragazza non fa parte della loro tribù e non condivide la loro cultura. Per questo condanneranno Marbuck a morte, ma il ragazzo deciderà di uccidersi gettandosi da un alto dirupo assieme alla sua amata.

## Produzione
Nel 1950 Chauvel incontrò a Hollywood il regista Merian C. Cooper che lo incoraggiò a realizzare un film sfruttando le location australiane. Un ulteriore incoraggiamento arrivò da Bess Meredyth, regista statunitense che aveva realizzato, negli anni 20, alcuni film ambientati sul territorio. Il regista si trasferì con la moglie Elsa nel Territorio del Nord, facendo numerosi test con l'intenzione di realizzare il primo film australiano a colori. Nel 1951 fondò la Chauvel Productions Ltd per realizzare il film, con un capitale iniziale di 500.000£, rifiutando un'offerta da parte di un produttore americano che avrebbe prodotto il film a condizione che venisse scritturata come protagonista l'attrice statunitense Linda Darnell.

### Riprese
Le riprese sarebbero dovute iniziare a maggio 1952 ma vennero posticipate a luglio perché non erano ancora stati scritturati gli attori che dovevano interpretare i protagonisti. Vennero scelti Robert Tudawali, aborigeno originario di Melville per il ruolo di Marbuck e Rosalie Kunoth-Monks originaria di Alice Springs, selezionata tra altre sette attrici. Le riprese durarono cinque mesi (oltre al lavoro di post-produzione svolto a Sydney) e si svolsero principalmente a Coolibah e in altre località del nord. La tecnica Gevacolor utilizzata poteva essere elaborata solo in Inghilterra, la pellicola era fragile e sensibile al calore e questo era un problema, considerato il clima tropicale della zona; venne quindi conservata all'interno di grotte fresche per evitare il deterioramento. L'ultimo rotolo di negativo venne distrutto a causa di un incidente aereo durante il trasferimento in Inghilterra e le scene andate perdute vennero nuovamente girate nel parco nazionale Kanangra-Boyd nelle Blue Mountains e nelle grotte di Jenolan a ovest di Sydney, mentre il montaggio e la registrazione sonora vennero terminati a Londra.

## Distribuzione
Il film venne presentato in anteprima mondiale il 3 gennaio 1955 allo Star Theatre di Darwin, mentre a maggio dello stesso anno venne presentato a Sydney.

## Accoglienza

### Incassi
Il film incassò 17.915£ tra maggio e giugno 1955 e il nome della compagnia venne cambiato in Jedda Ltd, così da aumentarne la popolarità. A dicembre 1956 venne dichiarato un incasso di 50.454£ fino al 30 giugno. Il film ebbe molto successo in Australia e nel Regno Unito, mentre i risultati furono deludenti all'estero.

## Riconoscimenti
- 1955 – Festival di Cannes
  - Candidato alla Palma d'oro al miglior film[3]